# 2014年亞洲運動會新加坡代表團
2014年亞洲運動會新加坡代表團是新加坡參加2014年亞洲運動會的體育代表團。新加坡代表團在本屆賽事拿下5面金牌、6面銀牌、14面銅牌，總計25面獎牌，在獎牌榜中排名15。

## 奖牌榜
| 名次 | 代表团        | 金牌 | 银牌 | 铜牌 | 总数 |
| ---- | ------------- | ---- | ---- | ---- | ---- |
| 15   | 新加坡（SIN） | 5    | 6    | 14   | 25   |